# Alfaceluloza
Alfaceluloza, alfa-celuloza – część masy celulozowej bądź celulozy wyodrębnionej z surowca włóknistego.
Jej zawartość jest podstawą oceny wartości masy celulozowej, jej przydatności do produkcji włókien celulozowych (m.in. wiskozy).

## Właściwości
Nie rozpuszcza się w 17,5% ługu sodowym w temperaturze 20 °C w czasie 30 min.